# Lista Niun Paso Atras
Lista Niun Paso Atras (Nederlands: Lijst Geen Stap Terug) was een Curaçaose politieke partij. De leider van de LNPA was Nelson Pierre.

## Conflict over naamsrecht LNPA
Voor de verkiezingen van 2007 schreven zich twee groepen in onder de naam Lista Niun Paso Atras. Nelson Pierre stelde dat hij als bedenker van de naam en partijleider recht had om de naam LNPA te gebruiken. Voormalig partijleden Victor van Rosberg en Oscar Bolívar lieten op 9 februari 2007 echter statuten voor de partij bij de notaris registreren en claimden op basis daarvan het recht om de naam LNPA te voeren. Tijdens de rechtszaak kwam naar voren dat Nelson Pierre een dag eerder bij een notaris de naam van de partij had geregistreerd. De rechter oordeelde dat de naam LNPA aan Nelson Pierre toebehoort. Hij heeft echter geen auteursrechten op de leuze Niun Paso Atras, omdat dit slechts een vertaling in het Papiaments is van een strijdkreet van Che Guevara. De auteursrechten blijven zodoende in handen van de erfgenamen van Guevara.